# 蘇綽
蘇綽（498年—546年），字令綽，武功郡人（今陝西武功附近）。

## 生平
苏则九世孙，其父蘇協官至武功郡守。蘇綽少好學，精通算術。從兄蘇讓推薦於北周太祖宇文泰。大统三年（537年）高歡討伐宇文泰，兵分三路，大都督竇泰攻打潼關，以司徒高敖曹領兵攻上洛（今商州），高歡親領兵自晉陽趨蒲坂（今山西永濟西南）。諸將意欲分兵抵禦，獨蘇綽與宇文泰意見相同。遂並力拒竇泰，擒殺他於潼關，蘇綽受封為美陽縣伯。其後拜為大行台左丞。宇文泰重用蘇綽，制定计帐法、户籍法。541年，苏绰制定六條詔書，要点分别是：“先治心、敦教化、盡地利、擢賢良、恤獄訟、均賦役”，即《六条诏书》。宇文泰将《六条诏书》立于座右，下令百官习诵，并规定：“牧守令长，不通六条和计帐法者，不得居官。”544年，魏帝把宇文泰前后上奏的新制，作为复兴朝政的永久典章，令苏绰再作增删，合为五卷，颁布天下。大统十一年545年，作《大诰》，文字简练流畅，一改自晋以来的浮华文風，“自今文章皆依此體”。又據《周礼》改定官制。同年，授大行台度支尚书。蘇綽常說：“為國之道，當愛人如慈父，訓人如嚴師。”大统十二年（546年），因時常思想，勞心而困倦，遂變成氣疾，未成而卒，當時只有四十九歲。宇文泰率領百官送棺椁出城外，扶棺痛哭，悲叹：“尚书平生为事，妻子兄弟不知者，吾皆知之。惟尔知吾心，吾知尔意。方欲共定天下，不幸遂舍我去，奈何！”死後家无余财。卢辩继续完成他根据《周礼》制定的六官制。
北周明帝二年（558年），以蘇綽配享宇文泰廟廷。由他的兒子蘇威嗣位。
蘇綽著有《佛性论》、《七经论》，並行於世。

## 延伸阅读
[在维基数据编辑]
 《周書·卷23》，出自令狐德棻《周書》
 《北史·卷063》，出自李延壽《北史》